# Decentraal georganiseerd overleg
Decentraal Georganiseerd Overleg (DGO) is in Nederland de term voor overleg dat plaatsvindt tussen een of meer schoolbesturen en de vakcentrales in het primair en voortgezet onderwijs. De wet en de cao verplichten in een aantal gevallen dat er DGO plaatsvindt. Bijvoorbeeld over gevolgen van fusies, bij reorganisaties, of wanneer een bestuur van de cao af wil wijken. Er is ook een speciale DGO-geschillencommissie, die bindende uitspraken kan doen.
Dit speciale overleg in het onderwijs is ingesteld met als achtergrond dat medezeggenschapsraden niet dezelfde positie hebben als ondernemingsraden in het bedrijfsleven.